# (43843) Cleynaerts
(43843) Cleynaerts ist ein Asteroid des mittleren Hauptgürtels, der am 12. Juli 1993 vom belgischen Astronomen Eric Walter Elst am La-Silla-Observatorium (IAU-Code 809) der Europäischen Südsternwarte in Chile entdeckt wurde.
Der Asteroid gehört zur Chloris-Familie, einer Gruppe von Asteroiden, die nach (410) Chloris benannt ist.
(43843) Cleynaerts wurde am 28. November 2010 nach dem belgischen Humanisten, Theologen, Grammatiker, Orientalisten und Semitisten Nicolaes Cleynaerts (1493–1542) benannt, dessen Lebensziel es war, das Christentum und den Islam einander näherzubringen.